# Shahnaz Sheikh
Shahnaz Sheikh, född den 21 mars 1949 i Sialkot, Pakistan, är en pakistansk landhockeyspelare.
Han tog OS-silver i herrarnas landhockeyturnering i samband med de olympiska sommarspelen 1972 i München.
Han tog OS-brons i samma gren i samband med de olympiska sommarspelen 1976 i Montréal.
Shanaz Sheikh var också med i det pakistanska landslag som tog tre raka guld i asiatiska spelen (1970, 1974 och 1978) samt två VM-guld (1971 och 1978) och ett silver (1975).